# Larter-Gletscher
Der Larter-Gletscher ist ein rund 50 km langer und bis zu 20 km langer Gletscher im westantarktischen Ellsworthland. Er fließt aus dem Hudson-Gebirge in westlicher Richtung zur Pine Island Bay an der Walgreen-Küste. Mount Moses und der Siren Rock liegen nördlich von ihm, der Webber-Nunatak, Mount Manthe und der Wold-Nunatak südlich.
Das UK Antarctic Place-Names Committee benannte ihn 2020 nach dem Meeresgeophysiker Robert Larter, der ab 1987 für den British Antarctic Survey unter anderem im Gebiet der Amundsensee und des Thwaites-Gletschers tätig war.